# King of the Mambo
King of the Mambo è un album di Tito Puente, pubblicato dalla Tico Records nel 1952. I brani del disco furono registrati nel periodo che va dal 1949 al 1951.
I brani che sono contenuti nell'album sono stati ripubblicati su CD e si trovano nella compilation The Complete 78s, Volume 3.

## Tracce
Lato A
1. Tropicana – 2:47 (Bernie Wayne)
2. Mambo Rama – 2:25 (Tito Puente)
3. Caravan Mambo – 2:58 (Juan Tizol, Duke Ellington)
4. Mambo Inn – 2:33 (Grace Sampson, Bobby Woodlen, Mario Bauza)

Lato B
1. Mambo Birdland – 2:35 (Tito Puente)
2. Mambo City – 2:22 (Tito Puente)
3. Mambo Mist – 2:59 (Tito Puente)
4. Mambo Night – 3:13 (Tito Puente)

## Musicisti
- Tito Puente - timbales, vibrafono, leader
- Gilberto Monroig - voce
- Charlie Palmieri - pianoforte
- Willie Bobo - percussioni
- Mongo Santamaría - percussioni
- Sconosciuti - trombe
- Sconosciuti - tromboni
- Sconosciuti - sassofoni